# Composizioni di Johann Strauss (figlio)
(Robert Schumann)

## Composizioni per numero d'opera

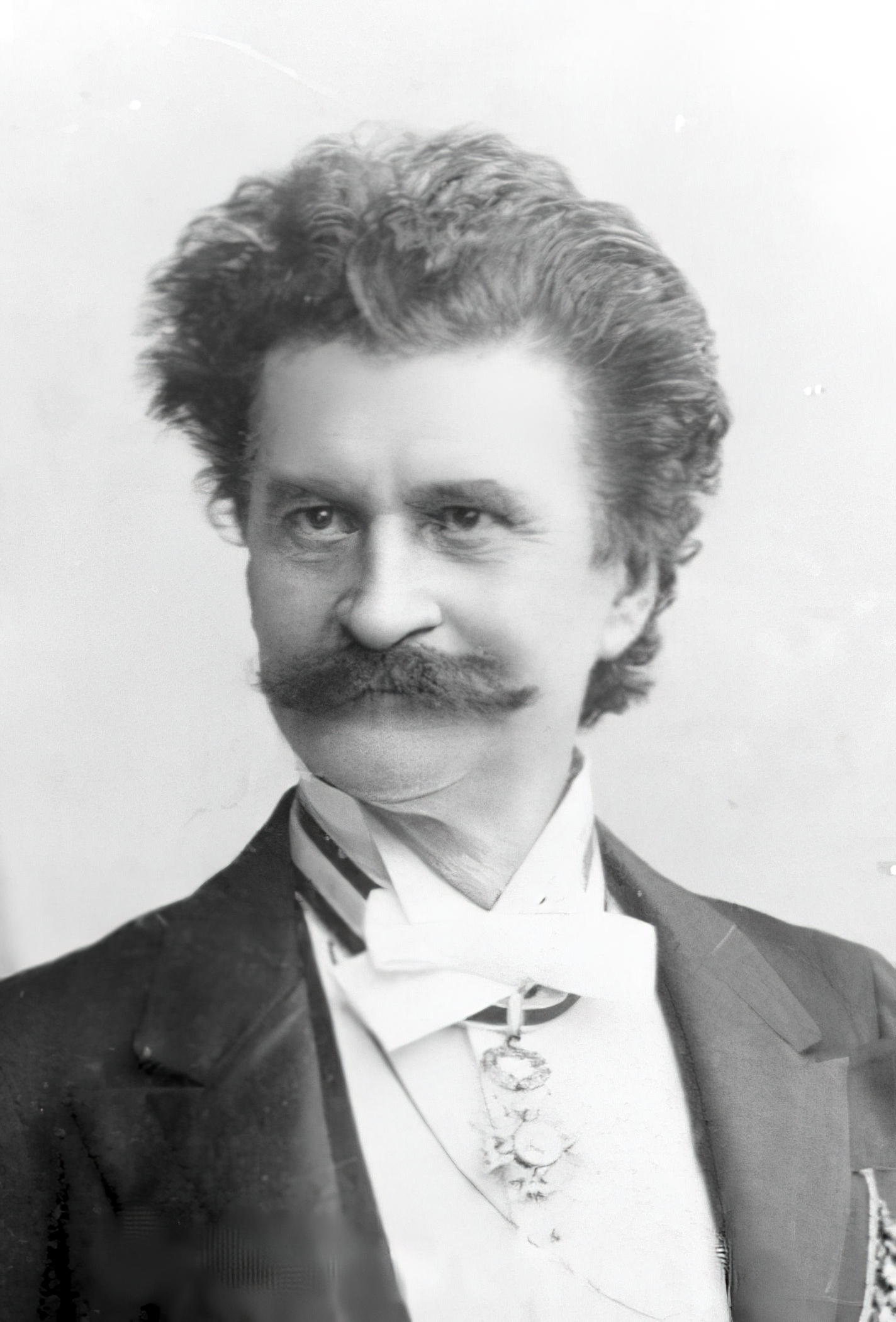
Johann Strauss II (1825-1899)

### Opus 1 - 99
- Op.1 - Sinngedichte, Walzer (15 Ottobre 1844)
- Op.2 - Debut-Quadrille (15 Ottobre 1844)
- Op.3 - Herzenslust, Polka (15 Ottobre 1844)
- Op.4 - Gunstwerber, Walzer (15 Ottobre 1844)
- Op.5 - Serailtänze, Walzer (19 Novembre 1844)
- Op.6 - Cytheren-Quadrille (19 Novembre 1844)
- Op.7 - Die jungen Wiener, Walzer (22 Gennaio 1845)
- Op.8 - Patrioten-Marsch (18 Agosto 1845)
- Op.9 - Amazonen-Polka (1845)
- Op.10 - Quadrille nach Motiven der Oper Der Liebesbrunnen (1845-1846)
- Op.11 - Faschings-Lieder, Walzer (1846)
- Op.12 - Jugend-Träume, Walzer (1846)
- Op.13 - Czechen-Polka (1846)
- Op.14 - Serben-Quadrille (1846)
- Op.15 - Sträußchen, Walzer (1846)
- Op.16 - Elfen-Quadrille (1846)
- Op.17 - Jux-Polka (1846)
- Op.18 - Berglieder, Walzer (1846)
- Op.19 - Dämonen Quadrille (1846)
- Op.20 - Austria-Marsch (1846)
- Op.21 - Lind-Gesänge, Walzer (1846)
- Op.22 - Die Österreicher, Walzer (1846)
- Op.23 - Pesther Csárdás (1846)
- Op.24 - Zigeunerin-Quadrille (1846)
- Op.25 - Zeitgeister, Walzer (1846)
- Op.26 - Fidelen-Polka (1846)
- Op.27 - Die Sanguiniker, Walzer (1846)
- Op.28 - Hopser-Polka (1846)
- Op.29 - Odeon-Quadrille (1846)
- Op.30 - Die Zillerthaler, Walzer im Ländlerstil (1846-1847)
- Op.31 - Quadrille nach Die Belagerung von Rochelle (1846-1847)
- Op.32 - Irenen-Walzer (1846-1847)
- Op.33 - Alexander-Quadrille (1846-1847)
- Op.34 - Die Jovialen, Walzer (1846-1847)
- Op.35 - Industrie-Quadrille (1846-1847)
- Op.36 - Architecten-Ball Tänze, Walzer (Architekten-Ball Tänze) (1846-1847)
- Op.37 - Wilhelminen-Quadrille (1847)
- Op.38 - Bachus-Polka (1847)
- Op.39 - Slaven-Potpourri (1847)
- Op.40 - Quadrille nach Motiven aus der Oper Die Königin von Leon (1847)
- Op.41 - Sängerfahrten, Walzer (1847)
- Op.42 - Wilde Rosen, Walzer (1847)
- Op.43 - Explosions-Polka (1847)
- Op.44 - Fest-Quadrille (1847)
- Op.45 - Ernte-Tänze, Walzer (1847)
- Op.46 - Martha-Quadrille (1847)
- Op.47 - Dorfgeschichten, Walzer (1847)
- Op.48 - Seladon-Quadrille (1847)
- Op.49 - Fest-Marsch (1847)
- Op.50 - Klänge aus der Walachei, Walzer (1848)
- Op.51 - Marien-Quadrille (1848)
- Op.52 - Freiheits-Lieder, Walzer (1848)
- Op.53 - Annika-Quadrille (1848)
- Op.54 - Revolutions-Marsch (1848)
- Op.55 - Burschen-Lieder, Walzer (1848)
- Op.56 - Studenten-Marsch (1848)
- Op.57 - Ligourianer Seufzer, Scherz-Polka (1848)
- Op.58 - Brünner-Nationalgarde-Marsch (1848)
- Op.59 - Quadrille nach Motiven der Oper Der Blitz von F. Halev (1848-1849)
- Op.60 - Geisselhiebe, Polka (1848-1849)
- Op.61 - Neue Steierische Tänze (1848-1849)
- Op.62 - Einheits-Klänge, Walzer (1848-1849)
- Op.63 - Sanssouci Quadrille (1849)
- Op.64 - Fantasiebilder, Walzer (1849)
- Op.65 - Nikolai-Quadrille nach Russischen Themen (1849)
- Op.66 - D'Woaldbuama, Die Waldbuben, Walzer im Ländlerstil (1849)
- Op.67 - Kaiser Franz Josef Marsch (1849-1850)
- Op.68 - Aeols-Töne, Walzer (1849-1850)
- Op.69 - Triumph-Marsch (1850)
- Op.70 - Die Gemütlichen, Walzer (1850)
- Op.71 - Künstler-Quadrille (1850)
- Op.72 - Scherz-Polka (1850)
- Op.73 - Frohsinns-Spenden, Walzer (1850)
- Op.74 - Lava-Ströme, Walzer (1850)
- Op.75 - Sofien-Quadrille (1850)
- Op.76 - Attaque-Quadrille (1850)
- Op.77 - Wiener Garnison Marsch (1850)
- Op.78 - Helligenstädter Rendezvos-Polka (1850)
- Op.79 - Maxing-Tänze, Walzer (1850)
- Op.80 - Heski-Holki-Polka (1850)
- Op.81 - Luisen-Sympathie-Klänge, Walzer (1850)
- Op.82 - Johannis-Käferln, Walzer (1850)
- Op.83 - Ottinger Reitermarsch (1850)
- Op.84 - Warschauer Polka (1850-1851)
- Op.85 - Heimaths-Kinder, Walzer (Heimats-Kinder) (1851)
- Op.86 - Bonvivant-Quadrille (1851)
- Op.87 - Aurora-Ball-Tänze, Walzer (1851)
- Op.88 - Slaven-Ball Quadrille (1851)
- Op.89 - Hirten-Spiele, Walzer (1851)
- Op.90 - Orakel-Sprüche, Walzer (1851)
- Op.91 - Herrmann-Polka (Hermann-Polka) (1851)
- Op.92 - Maskenfest-Quadrille (1851)
- Op.93 - Kaiser-Jäger-Marsch (1851)
- Op.94 - Rhadamantus-Klänge, Walzer (1851)
- Op.95 - Idyllen, Walzer (1851)
- Op.96 - Viribus unitis, Marsch (1851)
- Op.97 - Gambrinus-Tänze (1851)
- Op.98 - Promenade-Quadrille (1851)
- Op.99 - Fraunkäferln, Walzer (1851)

### Opus 100 - 199
- Op.100 - Vöslauer Polka (1851)
- Op.101 - Mephisto's Höllenrufe, Walzer (1851)
- Op.102 - Albion-Polka (1851)
- Op.103 - Vivat! Quadrille (1852)
- Op.104 - Windsor-Klänge (1852)
- Op.105 - 5 Paragraphe aus dem Walzer Codex (1852)
- Op.106 - Harmonie-Polka (1852)
- Op.107 - Großfürsten-Marsch (1852)
- Op.108 - Die Unzertrennlichen, Walzer (1852)
- Op.109 - Tête-à-Tête-Quadrille (1852)
- Op.110 - Electro-magnetische Polka (Elektro-magnetische Polka) (1852)
- Op.111 - Blumenfest-Polka (1852)
- Op.112 - Melodien-Quadrille (1852)
- Op.113 - Sachsen-Kürassier-Marsch (1852)
- Op.114 - Liebes-Lieder, Walzer (1852)
- Op.115 - Wiener Jubel-Gruß-Marsch (1852)
- Op.116 - Hofball-Quadrille (1852-53)
- Op.117 - Annen-Polka (1852)
- Op.118 - Lockvögel, Walzer (1852)
- Op.119 - Volkssänger, Walzer  (1852)
- Op.120 - Nocturne-Quadrille (1852)
- Op.121 - Zehner-Polka (24 Novembre 1852)
- Op.122 - Indra-Quadrille (1853)
- Op.123 - Satanella-Quadrille (1853)
- Op.124 - Satanella-Polka (1853)
- Op.125 - Phönix-Schwingen, Walzer (17 Gennaio 1853)
- Op.126 - Kaiser Franz Josef I. Rettungs-Jubel-Marsch (1853)
- Op.127 - Freuden-Gruß-Polka (1853)
- Op.128 - Solon-Sprüche, Walzer (1853)
- Op.129 - Motor-Quadrille (1853)
- Op.130 - Aesculap-Polka (1853)
- Op.131 - Wiener Punch-Lieder, Walzer (Wiener Punsch-Lieder) (1853)
- Op.132 - Veilchen-Polka (1853)
- Op.133 - Caroussel-Marsch (1853)
- Op.134 - Tanzi-Bäri-Polka (1853)
- Op.135 - Bouquet-Quadrille (1853)
- Op.136 - Vermälungs-Toaste, Walzer (Vermählungs-Toaste) (1853)
- Op.137 - Neuhauser-Polka (1853)
- Op.138 - Pepita-Polka (1853)
- Op.139 - Kron-Marsch (1853)
- Op.140 - Knall-Kügerln, Walzer (1854)
- Op.141 - Wellen und Wogen, Walzer (1854)
- Op.142 - Wiedersehen-Polka (1854)
- Op.143 - Schnee-Glöckchen, Walzer (1854)
- Op.144 - La Viennoise, Polka Mazur (1854)
- Op.145 - Bürger-Ball-Polka (1854)
- Op.146 - Novellen, Walzer (1854)
- Op.147 - Musen-Polka (1854)
- Op.148 - Schallwellen, Walzer (1854)
- Op.149 - Erzherzog Wilhelm Genesungs-Marsch (1854)
- Op.150 - Ballg'schichten Walzer (1854)
- Op.151 - Elisen-Polka française (1854)
- Op.152 - Carnevals-Specktakel-Quadrille (Karnevals-Spektakel-Quadrille) (1854)
- Op.153 - Nordstern-Quadrille (1854)
- Op.154 - Myrthen-Kränze, Walzer (1854)
- Op.155 - Haute-volée-Polka (1854)
- Op.156 - Napoleon-Marsch (1854)
- Op.157 - Nachtfalter, Walzer (1854)
- Op.158 - Alliance-Marsch (1855)
- Op.159 - Schnellpost-Polka (1855)
- Op.160 - Ella-Polka (1855)
- Op.161 - Panacea-Klänge, Walzer (1855)
- Op.162 - Souvenir-Polka (1855)
- Op.163 - Glossen, Walzer (1855)
- Op.164 - Sirenen, Walzer (1855)
- Op.165 - Aurora-Polka (1855)
- Op.166 - Handels-Elite-Quadrille (1855)
- Op.167 - Man lebt nur einmal! Walzer (1855)
- Op.168 - Leopoldstädter Polka (1855)
- Op.169 - Bijouterie-Quadrille (1855)
- Op.170 - Nachtveilchen, Polka Mazur (1855)
- Op.171 - Freuden-Salven, Walzer (1856)
- Op.172 - Gedanken auf den Alpen, Walzer (1856)
- Op.173 - Marie Taglioni-Polka (1856)
- Op.174 - Le Papillon, Polka Mazurka (1856)
- Op.175 - Erhöhte Pulse, Walzer (1856)
- Op.176 - Armen-Ball-Polka (1856)
- Op.177 - Juristen-Ball-Tänze, Walzer (1856)
- Op.178 - Sans-souci-Polka (1856)
- Op.179 - Abschieds-Rufe, Walzer (1856)
- Op.180 - Libellen-Walzer (1856)
- Op.181 - Großfürstin Alexandra, Walzer (1857)
- Op.182 - L'Inconnue, Polka française (1857)
- Op.183 - Krönungs-Marsch (1857)
- Op.184 - Krönungslieder, Walzer (1857)
- Op.185 - Strelna Terrassen-Quadrille (1857)
- Op.186 - Demi-Fortune, Polka française (1857)
- Op.187 - Une Bagatelle, Polka Mazurn (1857)
- Op.188 - Herzel-Polka (1857)
- Op.189 - Paroxysmen, Walzer (1857)
- Op.190 - Etwas Kleines, Polka française (1857)
- Op.191 - Controversen, Walzer (1857)
- Op.192 - Wien, mein Sinn! Walzer (1857)
- Op.193 - Phänomene, Walzer (1857)
- Op.194 - La Berceuse, Quadrille (1857-1858)
- Op.195 - Telegrafische Depeschen, Walzer (1858)
- Op.196 - Olga-Polka (1858)
- Op.197 - Spleen, Polka Mazur (1858)
- Op.198 - Alexandrinen-Polka française (1858)
- Op.199 - Le beau monde, Quadrille (1858)

### Opus 200 - 299
- Op.200 - Souvenir de Nizza, Walzer (1858)
- Op.201 - Künstler-Quadrille (1858)
- Op.202 - L'Enfantillage, Polka française (1858)
- Op.203 - Hellenen-Polka (1858)
- Op.204 - Vibrationen, Walzer (1858)
- Op.205 - Die Extravaganten, Walzer (1858)
- Op.206 - Concordia, Polka Mazur (1858)
- Op.207 - Cycloiden, Walzer (1858)
- Op.208 - Jux-Brüder, Walzer (1858)
- Op.209 - Spiralen, Walzer (1858)
- Op.210 - Abschied von St Petersburg. Walzer (1858)
- Op.211 - Champagner-Polka (1858)
- Op.212 - Fürst Bariatinsky-Marsch (1858)
- Op.213 - Bonbon-Polka Française (1858)
- Op.214 - Tritsch-Tratsch-Polka (1858)
- Op.215 - Gedankenflug, Walzer (1859)
- Op.216 - Hell und voll, Walzer (1859)
- Op.217 - La Favorite, Polka française (1859)
- Op.218 - Irrlichter Walzer (1859)
- Op.219 - Auroraball-Polka française (1859)
- Op.220 - 'Deutsche', Walzer (1859)
- Op.221 - Promotionen, Walzer (1859)
- Op.222 - Nachtigall-Polka (1859)
- Op.223 - Schwungräder, Walzer (1859)
- Op.224 - Dinorah-Quadrille (1859)
- Op.225 - Gruß an Wien, Polka française (1859)
- Op.226 - Der Kobold, Polka Mazur (1859)
- Op.227 - Reiseabenteuer, Walzer (1859)
- Op.228 - Niko-Polka (1859)
- Op.229 - Jäger-Polka, Polka française (1859)
- Op.230 - Kammerball-Polka (1859-1860)
- Op.231 - Drollerie-Polka (1860)
- Op.232 - Lebenswecker, Walzer (1860)
- Op.233 - Sentenzen, Walzer (1860)
- Op.234 - Accelerationen, Walzer (1860)
- Op.235 - Immer heiterer, Walzer im Ländlerstil (1860)
- Op.236 - Orpheus-Quadrille (1860)
- Op.237 - Taubenpost, Polka française (1860)
- Op.238 - Die Pariserin, Polka française (1860)
- Op.239 - Polka Mazurka champêtre (1860)
- Op.240 - Maskenzug-Polka, Française (1860)
- Op.241 - Fantasieblümchen, Polka Mazur  (1860-1861)
- Op.242 - Bijoux-Polka française (1860-1861)
- Op.243 - Romanze No.1 (1860-1861)
- Op.244 - Diabolin-Polka (1860-1861)
- Op.245 - Thermen, Walzer (1860-1861)
- Op.246 - Rokonhangok (Sympathieklänge), Polka (1860-1861)
- Op.247 - Grillenbanner, Walzer (1861)
- Op.248 - Camelien-Polka (1861)
- Op.249 - Hesperus-Polka (1861)
- Op.250 - Wahlstimmen, Walzer
- Op.251 - Klangfiguren, Walzer (4 Febbraio 1861)
- Op.252 - Dividenden-Walzer (1861)
- Op.253 - Schwärmereien, Concert-Walzer (1861)
- Op.254 - Neue Melodien-Quadrille (1861)
- Op.255 - St. Petersburg, Quadrille nach russischen Motiven (1861)
- Op.255 - Romanze No.2 (1861)
- Op.256 - Veilchen, Mazur nach russischen Motiven (1861)
- Op.257 - Perpetuum mobile, Musikalischer Scherz (1861)
- Op.258 - Sekunden-Polka (1861)
- Op.259 - Chansonette-Quadrille (1861)
- Op.260 - Furioso-Polka quasi Galopp (1861)
- Op.261 - Die ersten Curen, Walzer (1861-1862)
- Op.262 - Colonnen-Walzer (1862)
- Op.263 - Studenten-Polka (1862)
- Op.264 - Patronessen, Walzer  (1862)
- Op.265 - Motoren, Walzer (1862)
- Op.266 - Luzifer-Polka (1862)
- Op.267 - Concurrenzen, Walzer (1862)
- Op.268 - Wiener Chronik, Walzer (1862)
- Op.269 - Demolirer-Polka (Demolierer-Polka) (1862)
- Op.270 - Carnevals-Botschafter, Walzer (1862)
- Op.271 - Bluette-Polka française (1862-1863)
- Op.272 - "Un ballo in Maschera" Quadrille (1862-1863)
- Op.273 - Leitartikel, Walzer (1863)
- Op.274 - Patrioten-Polka (1863)
- Op.275 - Lieder-Quadrille (1863)
- Op.276 - Bauern-Polka française (1863)
- Op.277 - Invitation à la Polka Mazur (1863)
- Op.278 - Neues Leben, Polka française (1863)
- Op.279 - Morgenblätter, Walzer (1863)
- Op.280 - Juristen-Ball Polka (1863-1864)
- Op.281 - Vergnügungszug, Polka schnell (1864)
- Op.282 - Gut bürgerlich, Polka française (1864)
- Op.283 - Saison-Quadrille (1864)
- Op.284 - Deutscher Krieger-Marsch (1864)
- Op.285 - Studentenlust, Walzer (1864)
- Op.286 - Patronessen-Polka française (1864)
- Op.287 - Verbrüderungs-Marsch (1864)
- Op.288 - Newa-Polka française (1864)
- Op.289 - Marche Persanne = Persischer-Marsch (1864)
- Op.290 - Quadrille sur des airs françaises (1864)
- Op.291 - 'S gibt nur a Kaiserstadt, 's gibt nur a Wien, Polka schnell (1864)
- Op.292 - Aus den Bergen, Walzer (1864)
- Op.293 - Feuilleton-Walzer (1865)
- Op.294 - Proceß-Polka schnell (1865)
- Op.295 - Bürgersinn, Walzer (1865)
- Op.296 - Episode, Polka française (1865)
- Op.297 - Electrofor-Polka schnell (1865)
- Op.298 - Hofball-Tänze, Walzer (1865)
- Op.299 - L'Africaine, Afrikanerin-Quadrille (1865)

### Opus 300 - 399
- Op.300 - Flugschriften, Walzer (1865)
- Op.301 - Kreuzfidel, Polka française (1866)
- Op.302 - Die Zeitlose, Polka française (1866)
- Op.303 - Bal champêtre, Quadrille (1866)
- Op.304 - Kinderspiele, Polka française (1866)
- Op.305 - Damenspende, Polka française (1866)
- Op.306 - Bürgerweisen, Walzer (1866)
- Op.307 - Wiener Bonbons, Walzer (1866)
- Op.308 - Par force! Polka schnell (1866)
- Op.309 - Sylphen-Polka française (1866)
- Op.310 - Tändelei, Polka Mazur (1866)
- Op.311 - Express-Polka schnell (1866)
- Op.312 - Feen-Märchen, Walzer (1866)
- Op.313 - Wildfeuer, Polka française (1866)
- Op.314 - An der schönen blauen Donau, Walzer (1866)
- Op.315 - Lob der Frauen, Polka Mazur (1866-1867)
- Op.316 - Künstler-Leben, Walzer (1867)
- Op.317 - Postillion d'amour, Polka française (1867)
- Op.318 - Telegramme (1867)
- Op.319 - Leichtes Blut, Polka schnell (1867)
- Op.320 - Figaro-Polka (1867)
- Op.321 - Die Publicisten, Walzer (1868)
- Op.322 - Stadt und Land, Polka Mazur (1868)
- Op.323 - Ein Herz und ein Sinn, Polka Mazur (1868)
- Op.324 - Unter Donner und Blitz, Polka schnell (1868)
- Op.325 - "Geschichten aus dem Wienerwald", Walzer (1868)
- Op.326 - Freikugeln, Polka schnell (1868)
- Op.327 - Le premier jour de bonheur, Quadrille (1868-1869)
- Op.328 - Sängerslust, Polka française (1868-1869)
- Op.329 - Erinnerung an Covent-Garden, Walzer (1868-1869)
- Op.330 - Fata Morgana, Polka Mazurka (1869)
- Op.331 - Illustrationen, Walzer (1869)
- Op.332 - Eljen a Magyar!, Schnell-Polka (1869)
- Op.333 - Wein, Weib und Gesang, Walzer (1869)
- Op.334 - Königslieder, Walzer (1869)
- Op.335 - Egyptischer Marsch = Ägyptischer Marsch (1869)
- Op.336 - Im Krapfenwald'l, Polka française (1869)
- Op.337 - Von der Börse, Polka française (1869)
- Op.338 - Slovianka-Quadrille nach russischen Motiven (1869)
- Op.339 - Louischen, Polka française (1869)
- Op.340 - Freut euch des Lebens, Walzer (1870)
- Op.341 - Festival-Quadrille (1870)
- Op.342 - Neu-Wien, Walzer (1870)
- Op.343 - Shawl-Polka (1870-1871)
- Op.344 - Indigo-Quadrille (1871)
- Op.345 - Auf freiem Fusse, Polka française (Auf freiem Fuße) (1871)
- Op.346 - Tausend und eine Nacht, Walzer (1871)
- Op.347 - Aus der Heimath, Polka Mazur (Aus der Heimat) (1871)
- Op.348 - Im Sturmschritt!, Polka schnell (1871)
- Op.349 - Indigo-Marsch (1871)
- Op.350 - Lust'ger Rath, Polka fançaise (Lust'ger Rat) (1871)
- Op.351 - Die Bajadere, Polka schnell (1871)
- Op.352 - Fest-Polonaise (1871-1872)
- Op.353 - Russische Marsch-Fantasie (1872)
- Op.354 - Wiener Blut, Walzer (1873)
- Op.355 - Im russischen Dorfe, Fantasie (1873)
- Op.356 - Vom Donaustrande, Polka Schnell (1873)
- Op.357 - Carnevalsbilder, Walzer (1873)
- Op.358 - Nimm sie hin, Polka française (1873)
- Op.359 - Gruß aus Österreich, Polka Mazurka (1873)
- Op.360 - Rotunde-Quadrille (1873)
- Op.361 - Bei uns z'Haus, Walzer (1873)
- Op.362 - Fledermaus-Polka (1874)
- Op.363 - Fledermaus-Quadrille (1874)
- Op.364 - Wo die Citronen blüh'n!, Walzer (1874)
- Op.365 - Tik-Tak, Polka schnell (1874)
- Op.366 - An der Moldau, Polka (1874)
- Op.367 - Du und Du, Walzer (1874)
- Op.368 - Glücklich ist, wer vergißt, Polka Mazurka (1874)
- Op.369 - Cagliostro-Quadrille (1875)
- Op.370 - Cagliostro-Walzer (1875)
- Op.371 - Hoch Österreich!, Marsch (1875)
- Op.372 - Bitte schön!, Polka française (1875)
- Op.373 - Auf der Jagd, Schnell-Polka (1875)
- Op.374 - Licht und Schatten, Polka Mazurka (1875)
- Op.375 - O schöner Mai!, Walzer (1877)
- Op.376 - Methusalem-Quadrille (1877)
- Op.377 - I Tipferl-Polka, française (1877)
- Op.378 - Banditen-Galopp (1877)
- Op.379 - Kriegers Liebchen, Polka Mazurka (1877)
- Op.380 - Ballsträusschen, Schnell-Polka (Ballsträußchen) (1877-1878)
- Op.381 - Kennst du mich?, Walzer (1878)
- Op.382 - Pariser-Polka, française (1878)
- Op.383 - Nur fort!, Polka schnell (1878-1879)
- Op.384 - Opern-Maskenball-Quadrille (1878-1879)
- Op.385 - Waldine, Polka Mazurka (1879)
- Op.386 - Frisch heran!, Schnell-Polka (1880)
- Op.387 - In's Centrum!, Walzer (1880)
- Op.388 - Rosen aus dem Süden, Walzer (1880)
- Op.389 - Burschenwanderung, Polka française (1880)
- Op.390 - Nordseebilder, Walzer (1880)
- Op.391 - Gavotte der Königin (1880-1881)
- Op.392 - Spitzentuch-Quadrille (1880-1881)
- Op.393 - Stürmich in Lieb' und Tanz, Schnell-Polka (1881)
- Op.394 - Liebchen, schwing dich!, Polka Mazurka (1881)
- Op.395 - Myrtenblüten, Walzer (1881)
- Op.396 - Jubelfest-Marsch (1881)
- Op.397 - Der lustige Krieg, Marsch (1882)
- Op.398 - Frisch in's Feld!, Marsch (1882)
- Op.399 - Was sich liebt, neckt sich, Polka française (1882)

### Opus 400 - 479
- Op.400 - Kuß-Walzer (1882)
- Op.401 - Der Klügere gibt nach, Polka Mazurka (1882)
- Op.402 - Quadrille nach Motiven der Operette Der lustige Krieg (1882)
- Op.403 - Entweder-oder!, Schnell-Polka (1882)
- Op.404 - Violetta, Polka française (1882)
- Op.405 - Nord und Süd, Polka Mazurka (1882)
- Op.406 - Matador-Marsch nach Motiven der Operette Das Spitzentuch der Königin (1883)
- Op.407 - Italienischer Walzer nach Motiven der Operette Der lustige Krieg (1882)
- Op.408 - Habsburg Hoch!, Marsch (1882)
- Op.409 - Rasch in der That!, Polka schnell (Rasch in der Tat) (1883)
- Op.410 - Frühlingsstimmen, Walzer (1883)
- Op.411 - Lagunen-Walzer (1883)
- Op.412 - Papacoda-Polka, française (1883)
- Op.413 - So ängstlich sind wir nicht!, Schnell-Polka (1883)
- Op.414 - Die Tauben von San Marco, Polka française (1883)
- Op.415 - Annina, Polka Mazurka (1883)
- Op.416 - Quadrille nach Motiven der komischen Oper Eine Nacht in Venedig (1883-1884)
- Op.417 - Brautschau, Polka (1885)
- Op.418 - Schatz-Walzer (1885)
- Op.419 - Kriegsabenteuer, Schnell-Polka (1885)
- Op.420 - Die Wahrsagerin, Polka Mazur (1885)
- Op.421 - Husaren-Polka (1885)
- Op.422 - Zigeunerbaron-Quadrille (1885)
- Op.423 - Wiener Frauen, Walzer (1886)
- Op.424 - Adelen-Walzer (1886)
- Op.425 - An der Wolga, Polka Mazurka (1886)
- Op.426 - Russischer Marsch (1886)
- Op.427 - Donauweibchen, Walzer (1887)
- Op.428 - Reitermarsch (1888)
- Op.429 - Quadrille aus Simplicius (1888)
- Op.430 - Soldatenspiel, Polka française (1888)
- Op.431 - Lagerlust, Polka Mazur (1888)
- Op.432 - Mutig voran! Polka schnell (1888)
- Op.433 - Spanischer Marsch (1888)
- Op.434 - Kaiser-Jubiläum Jubelwalzer (1888)
- Op.435 - Sinnen und Minnen, Walzer (1888)
- Op.436 - Auf zum Tanze! Schnell-Polka (1888)
- Op.437 - Kaiser-Walzer (1888)
- Op.438 - Rathausball-Tänze, Walzer (1890)
- Op.439 - Durch's Telephon, Polka (1890)
- Op.440 - Groß-Wien, Walzer (1891)
- Op.441 - Ritter Pásmán, Komische Oper (1892)
- Op.442 - Unparteiische Kritiken, Polka Mazur (1892)
- Op.443 - Seid umschlungen, Millionen, Walzer (1892)
- Op.444 - Märchen aus dem Orient, Walzer (1892)
- Op.445 - Herzenskönig, Polka française (1892)
- Op.446 - Ninetta-Walzer (1892)
- Op.447 - Ninetta-Quadrille (1892)
- Op.448 - Ninetta-Marsch (1892)
- Op.449 - Diplomaten-Polka (1892)
- Op.450 - Neue Pizzicato-Polka (1892)
- Op.451 - Ninetta-Galopp (1892)
- Op.452 - Fest-Marsch (1893)
- Op.453 - Hochzeitsreigen, Walzer (1893)
- Op.454 - Auf dem Tanzboden, Musikalische Illustration zu Defreggers Gemälde (1893-1894)
- Op.455 - Ich bin dir gut!, Walzer (1894)
- Op.456 - Zivio! Marsch (1894)
- Op.457 - Das Comitat geht in die Höh', Polka schnell (1894)
- Op.458 - Tanze mit dem Besenstiel! Polka française (1894)
- Op.459 - Sonnenblume, Polka Mazur (1894)
- Op.460 - Jabuka-Quadrille (1894)
- Op.461 - Gartenlaube, Walzer (1895)
- Op.462 - Klug Gretelein, Walzer (1895)
- Op.463 - Trau, schau, wem!, Walzer (1895)
- Op.464 - Herrjemineh, Polka française (1895-1896)
- Op.465 - Liebe und Ehe, Polka Mazurka (1895-1896)
- Op.466 - Klipp-Klapp. Galopp (1895-1896)
- Op.467 - Es war so wunderschön, Marsch (1896)
- Op.468 - Waldmeister-Quadrille (1896)
- Op.469 - Hochzeits-Praeludium (1896)
- Op.470 - Deutschmeister-Jubiläums-Marsch (1896)
- Op.471 - Heut' ist heut', Walzer (1897)
- Op.472 - Nur nicht mucken, Polka française (1897-1898)
- Op.473 - Wo uns're Fahne weht, Marsch (1897-1898)
- Op.474 - Da nicken die Giebel, Polka Mazurka (1897-1898)
- Op.475 - Frisch gewagt, Galopp (1897-1898)
- Op.476 - Göttin der Vernunft, Quadrille (1897-1898)
- Op.477 - An der Elbe, Walzer (1898)
- Op.478 - Aufs Korn, Marsch (1898)
- Op.479 - Klänge aus der Raimundzeit, Fantasie (1898)

### Altro
Altro (Ohne Opus)
- Potpourri - Quadrille, ohne opus (1867)
- Farewell to America, Walzer ohne Opus, (1872)
- Freiwillige vor!,    marsch, Ohne Opus (1881)
- Eva Walzer, ohne opus
- Pásmán Quadrille, ohne opus
- Auf der Alm, Idylle, ohne Opus, (1894)

Altro (Opus postuma)
- Nachgelassener Walzer (Odeon-Walzer), Op.post.
- Ischler Walzer, Op. Post.
- Abschieds-Walzer Op.post.
- Ohne Title Walzer, Op.Post.

## Opere
- Ritter Pásmán (Knight Pásmán) (1892)

## Operette
- Indigo und die vierzig Räuber (Indigo and the Forty Thieves) (1871)
- Der Carneval in Rom (The Carnival in Rome) (1873)
- Die Fledermaus (The Bat) (1874)
- Cagliostro in Wien (Cagliostro in Vienna) (1875)
- La reine Indigo (Parigi 1875)
- Prinz Methusalem (1877)
- Blindekuh (Blind Man's Buff) (1878)
- Das Spitzentuch der Königin (The Queen's Lace Handkerchief) (1880)
- Der lustige Krieg (The Merry War) (1881)
- Eine Nacht in Venedig (A Night in Venice) (1883)
- Der Zigeunerbaron (The Gypsy Baron) (1885)
- Simplicius (1887)
- Fürstin Ninetta (Princess Ninetta) (1893)
- Jabuka - Das Apfelfest (Apple festival) (1894)
- Waldmeister (Woodruff) (1895)
- Die Göttin der Vernunft (The Goddess of Reason) (1897)
- Wiener Blut (Vienna Blood) (1899)

## Balletti
- Aschenbrödel (Cenerentola) (1899)